# Pseudosmittia strenzkei
Pseudosmittia strenzkei är en tvåvingeart som beskrevs av Maurice Emile Marie Goetghebuer och Lenz 1943. Pseudosmittia strenzkei ingår i släktet Pseudosmittia och familjen fjädermyggor. Inga underarter finns listade i Catalogue of Life.